# Dasia nicobarensis
Dasia nicobarensis (нікобарська дасія) — вид сцинкоподібних ящірок родини сцинкових (Scincidae). Ендемік Індії.

## Поширення і екологія
Нікобарські дасії відомі за типовим зразком, зібраним на острові Кар-Нікобар в архіпелазі Нікобарських островів. Вони живуть у вологих тропічних лісах, на кокосових плантаціях та в людських поселеннях. Ведуть деревний спосіб життя.